# Rachel Summers
Rachel Summers egy kitalált szereplő, szuperhős a Marvel Comics képregényeiben. A szereplőt Chris Claremont és John Byrne alkotta meg. Első megjelenése az Uncanny X-Men 141. számában volt, 1981 januárjában.
Rachel Summers a Marvel-univerzum egy alternatív jövőjéből, A jövendő múlt napjai vagy hivatalos besorolás szerint a 811-es Földről érkezett a Marvel mainstream világába, a 616-os Földre. Rachel saját világában Küklopsz és Jean Grey lánya volt. A 811-es Földön a mutánsvadász Őrök átvették a hatalmat az Egyesült Államokban és a szuperképességgel rendelkező lényeket jórészt kiirtották, vagy gyűjtőtáborokba zárták. Rachel a Főnix-erő segítségével utazott vissza a múltba, hogy megváltoztassa a jövőt, de végül nem saját múltjába, hanem a 616-os Földébe érkezett meg.

## Története

### A jövendő múlt napjai
Rachel egy másik valóságban született, mint Jean Grey és Scott Summers gyermeke. Kora éveiben meghitt barátságba került Franklin Richards-szal és gyakran játszottak együtt. Amint veleszületett különleges képességei kezdtek megmutatkozni Rachel csatlakozott az Új Mutánsok nevű csoporthoz.
Rachel anyja már nem láthatta felnőni lányát; elhunyt egy robbanásban amit az Agymester okozott Pittsburghben. Ezen kívül az a tény is árnyékot vetett a lány gyermekkorára, hogy a kormány abban az időben indította be újra a Sentinel, vagyis Őrszem programot. A mutánsokat törvényen kívül helyezték. Az Őr robotok azonban úgy döntöttek, hogy a legmegfelelőbb kezelése a mutációnak, ha leigázzák az emberiséget és átvették a hatalmat az USA felett.
Xavier mutáns iskoláját lerohanták és felszámolták. Rachel a kevés túlélő között volt, elhurcolták Ahab laboratóriumába, aki a kormány anti-mutáns programján dolgozott. Hónapokig tréningezték gyógyszerek és hipnózis segítségével, mígnem ő lett Ahab vérebeinek prototípusa. Természetadta telepatikus képességeivel új feladata más mutánsok felkutatása volt, akiket aztán megöltek.
Rachel számtalan társát vadászta le, de áldozatai számával a nőtt a szégyene is, mígnem a dühe eljutott arra a pontra, hogy képes volt ellenállni és megtámadta Ahabot. Még ha gyorsan le is gyűrték az Őrök, képes volt örökre elcsúfítani a doktor arcát. A lány újraprogramozása nem sikerült, így egy táborba küldték, ahol a többi megmaradt X-Men is élt. Ott tudta meg, hogy már más szuperképességű lényeket is – függetlenül, hogy mutánsak-e vagy sem – leöltek, vagy bebörtönöztek.
A táborban újra találkozott Franklin Richardszal és felújított kapcsolatuk romantikus vonzalommal telt el. Az X-Men és a tolószékbe kényszerült Magneto együtt kétségbeesett kísérletet hajtottak végre a világuk megváltoztatására. Egy gátlószerkezettel semlegesítették a képességeiket gátló gallérokat, és Rachel visszaküldte a felnőtt Katherine Pryde tudatát az időben, hogy átformája a múltat és ezáltal az ő jelenüket. A kritikus pont az időben, egy Robert Kelly szenátor ellen elkövetett merénylet volt, ami elszabadította az emberek mutánsellenes dühét. Zavaró tettként közben a csapat többi része kitört a táborból és támadást intézett az Őrök főhadiszállása ellen. Mindnyájan életüket vesztették a harcban, de Rachel elég időt kapott, hogy Kate öntudatát biztonságosan visszatérítse a testébe.
Bár Kate és az X-Men sikeres volt a múltban, de a változás nem érintette Kate és Rachel jelenét. Egy biztonságos búvóhelyen Rachel kivetítette a saját asztrál-énjét, hogy megtudja, hol siklott ki a tervük. New York felett lebegve akaratlanul felfedezte, hogy Kate-et egy másik múltba küldte. Amint az asztrálképe arra készült, hogy visszatérjen a saját idejébe felkeltette a Főnix Erő figyelmét, ami először azt hitte Rachel nem más mint Jean Grey tudata. Meghökkent a rendellenességen és mélyebbre hatolt a lány tudatában. Lenyűgözte mindaz a szenvedély, és élni akarás amit talált, ezért az Erő úgy döntött követi őt az időn keresztül.
Visszatérve Rachel elájult az utazás okozta kimerültségtől. A Főnix Erő kiemelkedett öntudatlan testéből és felfedte magát Kate Pryde-nak. Kate-nek nem volt már semmije és senkije, akiért éljen, de megkérte az Erőt, hogy adja meg az esélyt az újrakezdése a fiatal Rachel-nek. Az entitás egyetértett és megbeszéltek egy tervet Rachel végső utazásának véghezvitelére. Másnap mikor Rachel magához tért betörtek a Nimrod program, az új szuper Őr-robot fejlesztés épületébe és atombombát helyeztek el. Ez egy öngyilkos küldetés volt és a robbanás hatósugarában minden és mindenki elpusztult, senki nem számított volna arra, hogy Rachel esetleg életben marad. A robbanás előtt Kate kimondta a kulcsszót:„Sötét Főnix”. Ezzel megadta a jelet a Főnix Erőnek, hogy felruházza a lányt a potenciáljával és magával ragadta a múltba ezúttal nemcsak mentálisan, de fizikailag is.

### Csatlakozás az X-ekhez
Rachel nem volt tisztában a Főnix erő mibenlétével, aminek a jelenléte az emlékeit is elnyomta. Ez az alku része volt, mert Kate új életet akart adni fiatal barátnőjének a múlt kísértetei nélkül. Ám Rachel elméje túl erős volt töredékek időnként a felszínre törtek. A lány érkezése után először ellenőrizni akarta min bukott el az első tervük. Hamar észrevette, hogy újfent nem a saját múltjába érkezett. Sok hasonlóság volt, de a részletek nem illeszkedtek, lépten nyomon ellentmondásokba ütközött. Például a tizenéves Illyana Rasputin létezése, aki Rachel korában ebben az időben nem lehetett idősebb mint egy iskola előtt álló gyerek.
Bizonytalan volt, mihez kezdjen ez után, és céltalanul járta New York utcáit, ahol rátalált Szelené, az ezeréves félistennő, aki a szinte végtelen energiapotenciállal rendelkező Rachel-t szemelte ki tanítványául, aki viszont halálra váltan menekült a vámpír elől. Egy night-club tulajdonos szánalomból a csont sovány lány a segítségére sietett és elvitte a lakására. Szelené követte őket, és míg Ray fürdött megölte a fiatalembert. Rachel nem adta olcsón a saját életét, de annyira el volt csigázva, hogy csak az X-Men közbelépése mentette meg az életét.
Rachel döbbenten fedezte fel, hogy ebben az idővonalban anyja, Jean Grey már meghalt és Scott Summers helyette egy másik nőt vett feleségül.
Az X-ek között is magányos maradt, zárkózottá tették az emlékei. Az Új Mutánsok Magma nevű tagjával viszont sok közös pontot fedezett fel, többek között a Szelené iránti gyűlöletben osztoztak. Eldöntötték, hogy megmentik a vámpír jövőbeni áldozatait azzal, hogy megölik őt. Beszivárogtak a Pokoltűz Klubba, mint szolgák. Az ezt követő csatában az X-men beavatkozott és a csapattársak lebeszélték Rachelt a gyilkosságról.
Mikor kiderült, hogy Scott felesége, Madelyne Pryor terhes, és nemsoká a világra hoz egy gyermeket, Rachel beosont Jean Grey szüleinek házába és megérintette a Siár holoempatikus emlék-kristályt, amit Jean személyiségének lényege fűtött. Olvasott az X-ek aktáiban a Sötét Főnixről, de nem akarta, hogy az anyjára, mint gyilkosra emlékezzenek. Megesküdött, hogy felveszi a fedőnevét és mindazokat a hatalmakat, ami ezzel jár. Nem tudva, hogy máris a Főnix gazdateste, ezzel a fogadalommal egy elfogadó magatartást mutatott felé, és az Erő sokkal hatalmasabbá tette, mint azelőtt.
Ezt követően új kosztümöt kezdett el viselni, Jean ruhája által inspirálva egy Főnix emblémával a mellén. Amikor először meglátták a csapattársai- főleg Scott, úgy viselkedtek, mintha „szellemet látnának”. Rachel lassacskán baráti viszonyba került a fiatal Kitty Pryde-dal, aki előtt felfedte, hogy a saját világában Scott az apja. A barátnő azt ajánlotta, hogy rendezze a Summershez való viszonyát, feleség és gyerek ide-vagy oda. Ray viszont nem akarta felkavarni Scottot a titkával (ezzel együtt is sokszor viselkedett úgy, mintha büntetni akarná Scottot a tudatlanságáért).
Majd megszületett Nathan Christopher Summers.
Rachel azonnal megszerette a helyes kisbabát és mikor a karjában tartotta pszichés köteléket hozott vele létre. Megfogadta, hogy megvédi a kisfiút ameddig csak él.

### A Túlontúli
Az X-Men több alkalommal is találkozott egy rejtélyes istenszerű lénnyel, a Túlontúlival, aki úgy tűnt felmérhetetlen képességekkel, de gyermeki természettel rendelkezett és az emberiséggel gyakorolt kísérletei veszélyeztettek minden egyes személyt a bolygón. Rachel felfokozott képességeivel úgy döntött, hogy végez vele, de még a Főnix Erő energiái is kevésnek bizonyultak. Hogy játsszon vele a Túlontúli elég erőt adott Rachelnek, hogy a lány megölhesse, de ezzel egy időben olyan helyzetbe hozta, hogy kénytelen volt választani a gyilkosság és az X-ek megmentése között. Hiába választotta az utóbbit, pár nappal később már úgy gondolta, rossz döntést hozott.
Pár csapattársa lelki energiáit felhasználva (akár akaratuk ellenére) eljutott az M'Kraan kristályhoz, holnét képes volt elérni bármely élőlényt, ami csak létezik. A végtelen hatalom fogságában elpusztította volna a világot, ha Vihar észhez nem téríti. A Földön Ray visszaszolgáltatta a kapott erőket a Túlontúlinak azzal a leckével együtt amit emberségből, a hatalomról és a felelősségről tanult. Ezzel együtt a csapattársai azonban már nem bíztak meg benne.

### Alku Spirállal
Elszánta magát, hogy jó útra tér, de még egyszer konfrontálódott a csapattársaival, mikor megpróbálta újra megölni Szelenét. Ekkor, hogy megakadályozza a tettét, Rozsomák kevés híján kivégezte. Mindkettejük meglepetésére a lány azonban súlyos vágott sebe ellenére is életben maradt. Ösztönösen arra használta a telekinézisét, hogy összezárja a sebeket és így tovább működtette sérült szívét. Rachel soha azelőtt nem szenvedett ilyen komoly sérülést, és tudta, hogyha egy pillanatra is ellazítja a koncentrációját, meghal.
A Central Parkba menekült nyomában az X-ekkel és a Pokoltűz Klubbal. A két csapat egymással is harcolt, amit Ray távolról figyelt, de nem volt abban a helyzetben, hogy közbeléphessen. Váratlanul fényt látott meg a Park színházban. Amint betette a lábát, a hatkarú Spirál Testboltjában találta magát. Annak ellenére, hogy korábban már harcolt a mágussal, nem ismerte fel benne az ellenségét és Spirál ígéretei még mélyebbre csábították. Azt ajánlotta, hogy begyógyítja a sebeit és kiutat kínál a szenvedésből. Rachel elfogadta és átlépett egy bűvös kapun Spirál világába.

### Excalibur
Ismeretlen Rachel min ment keresztül a Mojoverzumban, de hosszú hónapokra eltűnt, míg sikerült megszöknie és újra felbukkant Londonban. Azon tűnődött, hogy visszatér az X-ekhez és a bocsánatukat kéri, mikor rátámadott (többek között) egy csapat Mojoverzumból származó lény, hogy visszavigyék. Így találkozott Árnyékkal, Árnymacskával, Meggannal és Britannia Kapitánnyal. Korábbi csapattársai tárt karokkal fogadták vissza Rachelt és elmesélték neki, hogy míg ő kóborolt, az X-ek meghaltak, és ők az egyedüliek, akik továbbvihetik Xavier professzor álmát. Mindez arra indította a lányt, hogy az öt hőssel együttesen megalakítsák az Excalibur nevű csapatot.

### Agymester és az Inferno
Egy alkalommal az Agymester, akinek manipulációi okozták az eredeti Főnix „halálát” megpróbálta a hatása alá vonni Rachelt, azáltal, hogy teremtett neki egy illúzióvilágot, ami az eredeti idővonalára épült és ahol boldogan élhetett volna Franklinnel. Végül Kitty segítségével volt képes kilépni az álomvilágból, aki úgy öltözött, hogy a Rachel memóriájában élő idősebb Kate-nek adhassa ki magát.
Pár héttel később New York City-t lerohanták a Limbó dimenzió démonai. Rachel kisöccsétől kapott egy mentális segélykiáltást és azonnal a városba sietett, ahol Madelyne Pryor-ral találta szembe magát. Ray egy menyegzői kellékáru-bolt elé zuhant és csak későn vette észre, hogy a megváltozott démoni légkörben az élettelen dolgok is milyen fenyegetést hordoznak. A boltban levő próbababák közül az egyik elhagyta a posztját és maga helyett Rachelt állította a kirakatba, aki csapdába esett és képtelen volt megmozdulni. Crotus, egy kisebb démon kihasználta a helyzetet és feleségül akarta venni a dermedten mosolygó Rachelt, mert megérezte benne a Főnix Erőt. Szerencsére Árnyék közbelépett mielőtt a szertartást befejezték volna.
Közben a kis Natahen Christopher megmentésén munkálkodó X-factor tagjai között Ray legnagyobb meglepetésére az ezen az idővonalon halottnak hitt Jean Greyt fedezte fel. Bár Rachel csak később szerzett tudomást a részletekről, de boldogság töltötte el a felismeréstől. Mégis úgy döntött, hogy egyelőre nem fedi fel magát Jean előtt, hogy legyen ideje kompromisszumot kötni a helyzetével.

### A Főnix és Galactus
Rachel az Excalibur kötelékében számos kalandon esett át többek között szembenézett Galactusszal is, akinek megengedte, hogy megcsapolja az energiáit, hogy ne bántsa a Földet. A bolygófaló mégis elengedte őt, mert amint Ray ereje csökkent az Univerzum haldokolni kezdett vele együtt. Úgy tűnt a létezése egyet jelentett a Főnix Erővel, és véglegesen összekapcsolódott a világegyetem alap erői közül az egyikkel.

### Az anya
Váratlanul egy felnőtt Franklin Richards jelent meg New Yorkban. Ő valójában Franklin szelleme volt, aki Rachel idővonalában meghalt és a halála percében egy boldogabb életet kívánt magának. Franklint követték Ahab és vérebei keresztül a valóságokon, akiket végül az X-Factor, a Fantasztikus Négyes, az X-Men és az Új Mutánsok egyesített ereje volt képes legyőzni, Franklin pedig elfogadta a saját halálát. Az incidens alatt Rachel képtelen volt tovább titkolni Jean és Scott elől az igazságot, miszerint ő a lányuk egy alternatív jövőből. Annyira sóvárgott Jean anyai szeretete után, hogy még jobban fájt neki az elutasítás, mikor Jeannek nehézségeket jelentett elfogadni őt lányaként és elfordult tőle. Rachel ezért visszatért a barátaihoz.

### A Főnix
Később Rachel katatóniába zuhant egy Necrom nevű varázsló mesterkedései folytán, aki századokkal ezelőtt figyelte ki a Főnix Erő és az emberi Feron közötti első kapcsolatot. Necrom szert tett az Erő egy apró szeletére, amivel létrehozta az Anti-Főnixet. Rachel halálos sérüléseket szerzett a konfliktusban, a Földre csak Roma istennő segítségével jutott vissza. Mikor X professzor és Jean Grey megszondázták az eszméletlen lányt, Rachel helyett a Főnix Erő tudatával találkoztak. Felfedte Ray hozzájuk fűződő múltját, és elmondta, hogy a sebei olyan súlyosak, hogy a testnek különleges gyógyításra van szüksége. Megfogadva, hogy vigyáz Rachelre az Erő elindult a csillagok közé.
Az űrben Újra találkozott Galactusszal, aki megosztotta vele, a magával és a létezéssel kapcsolatos igazságokat. Rachelt megrázta a Főnix szenvedélyes természete, ami egyszer már népirtást okozott; az hogy életerőt fogyaszt, olyan energiákat, amik máskülönben jövendő generációk erejét képeznék. Az Erő pedig megvárta, míg teljesen magához tér és a teljes kontrollt átadta Rachelnek.
A lány teljesen ép memóriával tért vissza a Földre és azzal a szándékkal, hogy jóváteszi a múltját, az Excalibur pedig készen állt a segítségére lenni ebben. Végül Rachelnek sikerült megváltoztatnia a saját korában az Őrök alapprogramozását, így az óriásrobotok a mutánsveszély elhárítása helyett az élet védelmét kapták feladatul. Ahab bosszút fogadott és eltűnt. A kedvező végkifejlet ellenére Rachel már nem érezte otthon magát abban az idősíkban és visszatért a 616-os Földre.
Ebben az időben határozta el Jean és Scott, hogy végre összeházasodnak. Az első, akinek elmondták Rachel volt. A gesztussal Jean szerette volna feledtetni a korábbi elutasító magatartását.

### Az Askani Klán
Scott és Jean esküvője Rachel életének legboldogabb napja volt, ami megnövelte az esélyét annak, hogy egy nap „ő is” ebbe az idővonalba születhet. Mindennek ellenére Rachel egyre inkább kezdte érezni, hogy az ő létezése, maga egy eleven ellentmondás a valósággal szemben. Az utolsó időutazása során egyik csapattársa- Britannia Kapitány, eltűnt, akihez különleges kötelék kapcsolta és a visszahozására irányuló kísérletek oda vezettek, hogy Rachel kétezer évet ugrott előre akaratán kívül az időben. Ez a jövő éppoly apokaliptikus volt, mint a saját idővonala, csak éppenséggel a mutáns-ember viszonyok cserélődtek fel, és a különleges képességű lények voltak az uralkodó elnyomó osztály. Rachel, hogy lázadjon a rendszer ellen létrehozta az Askani Klánt, ami a jövő nyelvén „Kívülállót” jelentett. Kiképzett egy telepatikus képességekkel rendelkező elcsúfított fiút, Blaquesmith-et, akiből Cable (Rachel „kisöccse”) mentora válhat. Hogy legyőzze Amanda Nerót, az Apokalipszis uralkodóját Rachel átengedte a Főnixet a nőnek. Amanda képtelen volt kezelni az egyetemes erőt és elfogadta a vereséget. A szárnyaló Főnix tüzének számos szemtanúja volt, az emberek hinni kezdtek Rachelben és Askani anyának nevezték.

### Apokalipszis örököse
Az időutazások alkalmával Rachel elől nem maradt rejtve a tény, hogy Nathan, Scott Summers fia egy nap meg fog fertőződni egy techno-organikus vírussal és megkísérelte kiküszöbölni a fiú halálát. Mikor végre egyik követője az Askani klánból képes volt szintén időugrást végrehajtani elhozatta vele a fertőzött csecsemőt. Először úgy tűnt, a fiú menthetetlen ezért Rachel klónoztatta, de végül mindkettő életben maradt. Az Apokalipszis nevű szuperlény elrabolta a klónt és megtette saját örökösének. A nagyon öreg Rachel semmit nem tudott tenni. Végső erejével hozta el Scott és Jean asztrál énjeit. A történet végén Rachel visszaküldte a párt a saját idejükbe. Az utolsó kérése a halála előtt az volt, hogy Jean vegye vissza a Főnix nevet.

### Rachel Grey
Cable végül legyőzte az Apokalipszist és visszament az idővonalba, hogy megmentse a nővérét, akit ismeretlen okból elhagyott a Főnix Erő. Visszatérését Rachel saját kérésére titokban tartották. Erőfeszítései ellenére, hogy normális életet éljen, elrabolta Elias Bogan, a távolbalátó és újra az X-ek segítségére szorult. Csatlakozott a csapathoz és összeköltözött Kitty Pryde-dal. Ekkor hajtott végre Magneto még egy kísérletet a Föld erőszakos leigázására. Az azt követő pusztításban az X-eknek a semmiből kellett újrakezdeniük és Jean is meghalt.
Az anyja iránti tiszteletből Rachel ekkor felvette a Csodalány kódnevet és a zöld miniszoknyával egybeszabott kosztümöt kezdte el hordani, amihez hasonlót anyja is viselt (habár ez egyáltalán nem volt az ő stílusa). Még a vezetéknevét is megváltoztatta Summers-ről Grey-re, hogy ezzel is kimutassa rosszallását, amit afelett érzett, hogy Scott éppen Emma Frost-nál keresett vigaszt.

### „End of Greys”
Egy Fury (kibernetikai szervezet Britannia Kapitány múltjából) elleni csata következményeként Rachel újra felfedezte a Főnix Erő és a saját maga közötti kapcsolatot. Egy olyan eset alkalmával, mikor az X-ek megfosztattak erőiktől Rachel kézitusa leckéket vett Árnyéktól, és röpke és tétova ám kölcsönös vonzódást fedezett fel iránta magában (vívólecke közben váratlanul hevesen csókolózni kezdtek), de az érzés csírájában hunyt ki mielőtt kibontakozhatott volna.
Rachel kénytelen volt Emma Frost felé is legalább külsőleg megváltoztatni a magatartását egy hong-kongi incidens során. A két telepata mentálisan „megvívott” egymással és Ray hiába volt erősebb, de végül alulmaradt Emma tapasztaltságával szemben.
Ez dzsungel, vagy ragadozó vagy, vagy imádkozol. (…) Végül, én még egyszer – csak ma- Fehér Királynő leszek. És te az én harcos Fehér Hercegnőm!
Emma megpróbált békülni Rachellel a továbbiakban is, közös bevetésük alkalmával új technikákat tanított neki: mint például mikén rejtse el jelenlétét az emberi szemek érzékelése elől elől, mintha láthatatlan lenne, és később karácsonykor bemutatta a lányt Jean szüleinek. Ray tartotta velük a kapcsolatot és hozzájuk tért meg „vakációzni” a House of M megterhelő eseményei után. A Grey-ek nagy partit csaptak a tiszteletére és olyan nagynéniket és nagybácsikat is meghívtak akiket Rachel még sosem látott. A lány remekül érezte magát egészen, míg a Siár Halálkommandó le nem csapott a családra. A nagyapja a szeme előtt robbant fel, és gyakorlatilag mindenkit kiirtottak az utolsó gyermekig, hogy kiküszöböljék a Főnix vérvonalat. Rachelt életben hagyták, de megbélyegezték a hátán egy Főnix jellel, egy olyan genetikai címkével, ami bárhol követhetővé tette a Kommandó számára. Mielőtt kivégezhették volna őt, is az X-Men közbelépett.

### A Főnix Penge
Rachel a későbbiek során találkozott Korvusszel, egy másik Siár ügynökkel. Korvus annyiban volt különleges, hogy családi ágon rendelkezett egy, a Főnix Erőhöz kapcsolható fegyverrel, amit csak ő vagy valamely egyenes ági rokona tudott használni. A Főnix Penge első összecsapásuk alkalmával reakcióba lépett a Rachel testével és összeolvadt vele, miközben a lány önkéntelenül kölcsönösen megosztotta emlékeit és érzéseit Korvusszal. Rachel felfedezte, hogy a penge nem más, mint a Főnix Erő „kék árnyéka”. Ezek után a Siár katona megszabadulva az őt irányító kényszeres visszatartó eszköztől csatlakozott az X-ekhez, ráadásul pszichés kapcsolata Rachellel gyorsan romantikus irányba fejlődött.
Rachel és a Penge találkozása úgy tűnt megváltoztatja a lányt. A „lángja” Főnix tipikus narancsszínű tüzéről a fegyver kékes árnyalatába váltott és csatlakozott a Csillagjárókhoz.

## Változatok
Általában a Marvel Comics hősök több alternatív valóságban is szerepelnek, gyakran erősen eltérő történettel. Mikor az Excalibur csapat több ilyen változó világon is keresztülutazott nem találták Rachel megfelelőit, ami ahhoz a feltevéshez vezetett, hogy ő valamiképp egyedüli és nincs analógiája a multiverzumban. Lényegében ezt bizonyította az az esemény, mikor az Uncanny X-Men #462-ik számában Rachel meglátogatta a White Hot Room-ot, egy helyet, ami minden valósággal összeköttetésben áll. Ekkor Ray csapattársa Psziché (Psylocke) saját maga számos variációjával szembesült, azonban Rachel nem látott mást, mint önmaga múltbeli arcait. Ez azt jelentette, hogy ő valamiképp egyedi.
Ismeretlen, hogy azok a Rachel-ek akiket mégis látni vélnek, vagy láthatnak más multiverzumokban Rachel igaz megfelelői, vagy csupán Jean Grey és Scott Summers más, azonos nevű lányai.
Hallottam pár Rachelről, akik Scott és Jean utódai…de egyikük sem én vagyok. ami engem illet, amit itt látsz az minden. Nem a jelenem alternatívái… a múltam alakjai. Látszólag egyedi vagyok.

## Képességei
Rachel egy Omega-szintű mutáns. Rendelkezik mind telepatikus, mind telekinetikus képességekkel.
Rachel magas szintű távolba látó tehetséggel rendelkezik, aminek segítségével képes olvasni más emberek elméjében és befolyásolni gondolataikat. El tudja rejteni magát és társait más gondolatolvasók elől azzal, hogy leárnyékolja a jelenlétüket, át tudja szerkeszteni mások emlékeit, vagy akár más testbe helyezni azokat. Megvan benne az a tehetség, hogy gondolati minták alapján mutánsokat kutasson fel, és lokalizálja földrajzi helyzetüket, bár Véreb múltja miatt csak komoly erkölcsi aggályokkal használja ezt a képességét.
A hatalma felruházza a kozmikus utazás képességével és meg tudja valósítani mind a fizikai-testi, mind a mentális-szellemi időutazás jelenségét.
Rachel telekinézise atomi szinten tudja befolyásolni az anyagot és felruházta a lányt a repülés tudományával. Képes erőmezőket és különleges „tüzet” létrehozni (nem valóságos tűz, hanem a szellemi ereje megnyilvánulása). Mikor Rachel használja az erejét, a bal szeme felett megjelenik a Főnix ragyogó madár-emblémája. Ray aktuális hatalmi szinjte kisebb annál, mint amiket a Főnix Erővel együtt birtokolt. Mikor a teste elnyelte a Főnix Penge erejét a szem feletti embléma lángja acélkékre változott.